# Admiral Nahimov
Az Admiral Nahimov (orosz betűkkel: Адмирал Нахимов) 1992-ig Kalinyin az Orosz Haditengerészet Kirov osztályú (1144 Orlan típusú) atommeghajtású nehéz rakétás cirkálója. A hajó méretéből adódóan gyakran rakétás csatacirkálónak nevezik. Jelenleg felújítás alatt áll, a tervek szerint 2026-ban térhet vissza az Északi-Flotta kötelékébe.

## Története
A hajó építését 1983. május 17-én kezdték el a leningrádi Balti Hajógyárban. A Kirov osztály harmadik egységeként 1986. április 25-én bocsátották vízre, majd 1988. december 30-án állították szolgálatba a szovjet Északi Flottánál Kalinyin néven. A hajót Mihail Kalinyin bolsevik forradalmárról és szovjet politikusról nevezték el. A Szovjetunió felbomlása után, 1992-ben a hajót átnevezték, új neve Pavel Nahimov tengernagy nyomán Admiral Nahimov lett. Ezt követően csak igen ritkán futott ki a tengerre. 1997-ben javításra vezényelték. 1999. augusztus 14-étől Szeverodvinszkben, a Szevmas hajógyárban tartózkodik javítás és felújítás alatt. A munkálatok során egyebek mellett az elavult rádióelektronikai rendszereit tervezik modern, digitális berendezésekre cserélni. A hajó felújítása és modernizálása csúszik. 2008-ban bejelentették, hogy a hajó modernizálását 2012-re befejezik és még abban az évben elkezdték atomreaktorában az elhasznált fűtőelemek cseréjét. A tényleges munkálatok azonban csak 2011-ben kezdődtek el. Az Admiral Nahimovot a modernizáció után az orosz Csendes-óceáni Flottához fogják beosztani. Az eredeti tervek szerint a felújítási munkákkal 2021-re végeztek volna, de ez többszöri csúszást követően csak  2026-ban állhat újra szolgálatba.. A hajó első nukleáris reaktorát 2024 decemberében, míg a másodikat 2025 februárjában aktiválták újra. 

## Fegyverzete

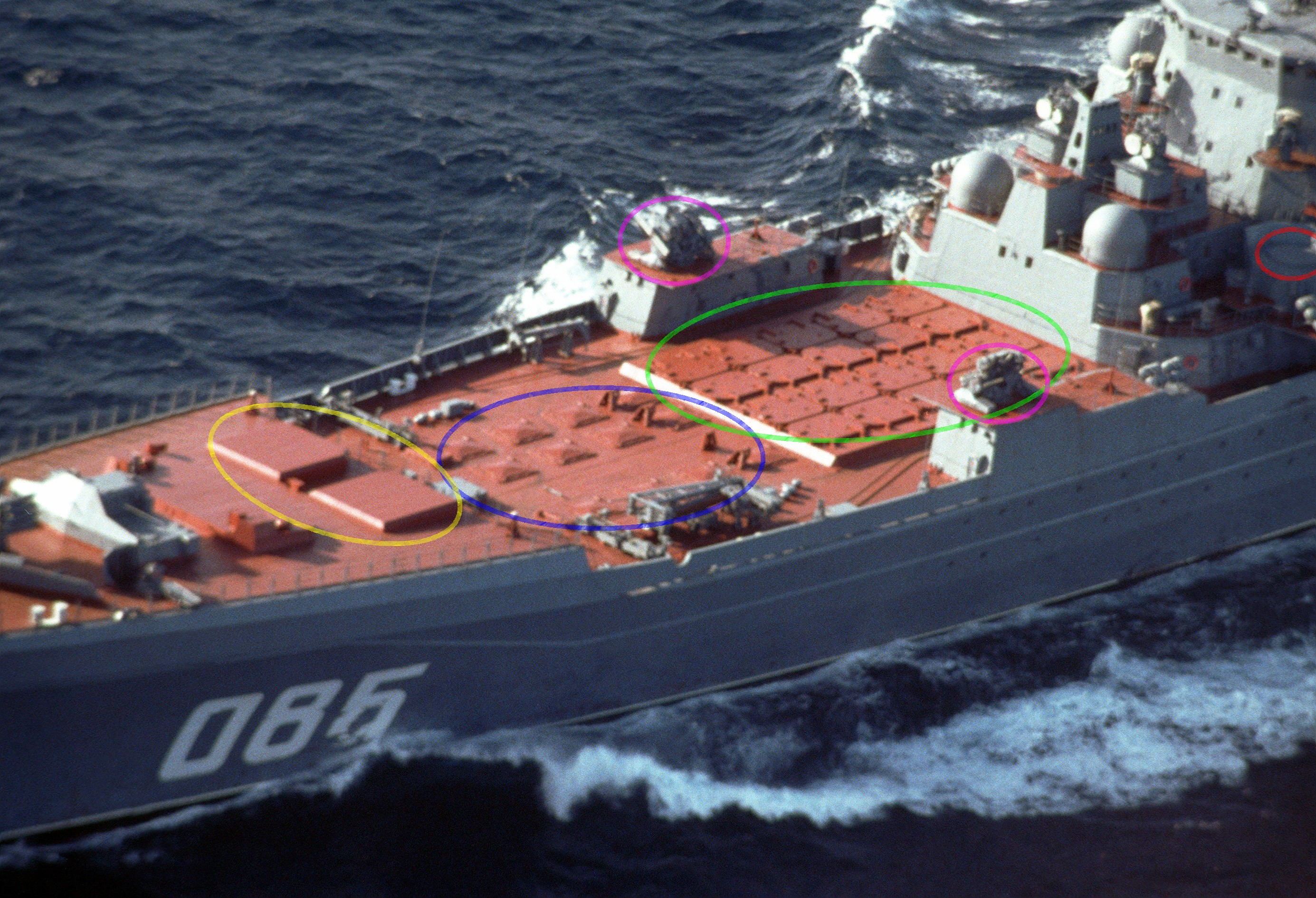
A hajó mellső fedélzete a P–700 rakéták indítóival (zölddel jelölve), az SZ–300F-indítókkal (lila) és a 3K95 Kinzsal rakéták indítóival (sárga). A hajótest két oldalán egy-egy Kinzsal-komplexum látható (rózsaszínnel jelölve).

Az Admiral Nahimov konstrukciójában és felépítésében követi a Kirov osztály többi hajóját, fegyverzetében azonban különbözik az osztály első egységétől, a Kirovtól (jelenleg Admiral Usakov). Elhagyták a Kirov orr-részébe beépített URPK–5 (NATO-kódja: SS–N–14) tengeralattjárók elleni rakétarendszer párosan elhelyezett indító konténereit. Helyette az orr-részbe a 3K95 Kinzsal (SA–N–9 Gauntlet) légvédelmirakéta-rendszer nyolc függőleges indító tubusát építették be. Ugyancsak elhagyták a Kirov elülső részében, két oldalon elhelyezett, előre néző, két-két AK–630 hatcsövű, forgó csőköteges 30 mm-es gépágyúkat. Helyette mindkét oldalon egy-egy Kortyik (CADS–N–1) típusú rakétás és gépágyús légvédelmi komplexumot telepítettek. A hajó fő fegyverzetének számító P–700 Granyit (SS–N–19) rakéták 20 db, hajótestbe épített függőleges indítója, valamint az SZ–300F (SA–N–6 Grumble) légvédelmi rakéták 12 darab az függőleges indítója megegyezik az osztály többi tagjáéval. A közeli légtér védelmére a 9K33 Osza–MA légvédelmirakéta-rendszer áll rendelkezésre. A hátsó fedélzeten, a helikopter-fedélzet előtt kapott helyet a két 130 mm-es ágyúval ellátott AK–130 típusú tüzérségi rendszer (míg a Kirovnál két 100 mm-es ágyú található, egy-egy toronyban). A hajó 10 darab 533 mm-es torpedóindító csővel rendelkezik. Ezekből 533 mm-es 53-as típusú torpedók, valamint tengeralattjárók elleni RPK–2 Vjuga rakéták indíthatók. Szintén a tengeralattjárók elleni harcra szolgál a két darab RBU–12000 és a két darab RBU–1000 mélységibomba-vető.